# U-58 (1939)
| U-58                       | U-58                                               | U-58                                               |
| -------------------------- | -------------------------------------------------- | -------------------------------------------------- |
|                            |                                                    |                                                    |
|                            |                                                    |                                                    |
|                            |                                                    |                                                    |
| Під прапором               | Третій рейх                                        | Третій рейх                                        |
| Порт приписки              | Кіль, Вільгельмсгафен, Лор'ян, Берген              | Кіль, Вільгельмсгафен, Лор'ян, Берген              |
| Спуск на воду              | 12 жовтня 1938                                     | 12 жовтня 1938                                     |
| Виведений зі складу флоту  | 3 травня 1945                                      | 3 травня 1945                                      |
| Сучасний статус            | затоплений                                         | затоплений                                         |
| Проєкт                     |                                                    |                                                    |
| Тип ПЧ                     | Малий ДПЧ                                          | Малий ДПЧ                                          |
| Основні характеристики     |                                                    |                                                    |
| Швидкість (надводна)       | 12 вузлів                                          | 12 вузлів                                          |
| Швидкість (підводна)       | 7 вузлів                                           | 7 вузлів                                           |
| Гранична глибина занурення | 150 м                                              | 150 м                                              |
| Екіпаж                     | 25 осіб                                            | 25 осіб                                            |
| Розміри                    |                                                    |                                                    |
| Довжина найбільша (по КВЛ) | 43,9 м                                             | 43,9 м                                             |
| Ширина корпусу найб.       | 4,08 м                                             | 4,08 м                                             |
| Висота                     | 8,4 м                                              | 8,4 м                                              |
| Середня осадка (по КВЛ)    | 3,82 м                                             | 3,82 м                                             |
| Водотоннажність надводна   | 291 т                                              | 291 т                                              |
| Озброєння                  |                                                    |                                                    |
| Артилерія                  | 1 × 2 cm/65 C/30 (1000 снарядів)                   | 1 × 2 cm/65 C/30 (1000 снарядів)                   |
| Торпедно- мінне озброєння  | 3 TA 5 торпед або 18 мін (за іншими даними ТМА 12) | 3 TA 5 торпед або 18 мін (за іншими даними ТМА 12) |

U-58 — малий німецький підводний човен типу II-C для прибережних вод, часів Другої світової війни. Заводський номер 256.
Введений в стрій 4 лютого 1939 року. З 4 лютого 1939 року був приписаний до 5-ї флотилії, з 1 січня 1940 року входив до 1-ї флотилії, з 1 січня 1941 року входив у 22-у флотилію, з 1 липня 1944 року входив у 19-у флотилію. Здійснив 12 бойових походів, потопив 6 суден (16 148 брт), 1 допоміжне військове судно (8401 брт). 3 травня 1945 року затоплений екіпажем у порту міста Кіль.

## Командири
- Капітан-лейтенант Герберт Куппіш (4 лютого 1939 — 30 червня 1940)
- Оберлейтенант-цур-зее Генріх Шондер (1 липня — 24 листопада 1940)
- Капітан-лейтенант Ганс-Йоахім Рамлов (25 листопада 1940 — 6 квітня 1941)
- Оберлейтенант-цур-зее Горст Гамм (7 квітня — 3 вересня 1941)
- Оберлейтенант-цур-зее резерву Бруно Барбер (жовтень 1941 — 31 серпня 1942)
- Оберлейтенант-цур-зее Дітріх Шенебом (18 серпня — 14 грудня 1942)
- Оберлейтенант-цур-зее Горст Вілльнер (15 грудня 1942 — лютий 1944)
- Оберлейтенант-цур-зее резерву Роберт Рікс (лютий — 30 червня 1944)
- Оберлейтенант-цур-зее Ріхард Шульц (липень 1944 — квітень 1945)

## Затоплені судна
| Ім'я                 | Тип            | Належність      | Дата          | Тоннаж (БРТ) | Вантаж                                            | Статус    | Місце                                                       |
| Lars Magnus Trozelli | вантажне судно | Швеція          | 1 січня 1940  | 1 951        | в баласті                                         | затоплено | 58°14′ пн. ш. 1°36′ зх. д. / 58.233° пн. ш. 1.600° зх. д.   |
| Svartön              | вантажне судно | Швеція          | 3 січня 1940  | 2 475        | залізна руда                                      | затоплено | 57°48′ пн. ш. 1°47′ зх. д. / 57.800° пн. ш. 1.783° зх. д.   |
| Reet                 | вантажне судно | Естонія         | 3 лютого 1940 | 815          | в баласті                                         | затоплено | 58°07′ пн. ш. 1°32′ сх. д. / 58.117° пн. ш. 1.533° сх. д.   |
| HMS Astronomer       | захисне судно  | Велика Британія | 1 червня 1940 | 8 401        | 3 000 тон морського майна                         | затоплено | 58°01′ пн. ш. 2°12′ зх. д. / 58.017° пн. ш. 2.200° зх. д.   |
| Gyda                 | вантажне судно | Норвегія        | 15 липня 1940 | 1 591        | 1 980 тонн солі                                   | затоплено | 55°50′ пн. ш. 9°00′ зх. д. / 55.833° пн. ш. 9.000° зх. д.   |
| Pindos               | вантажне судно | Греція          | 4 серпня 1940 | 4 360        | 7 590 тонн зерна                                  | затоплено | 55°22′ пн. ш. 8°50′ зх. д. / 55.367° пн. ш. 8.833° зх. д.   |
| Confield             | вантажне судно | Велика Британія | 8 жовтня 1940 | 4 956        | 5800 тонн лісу, 2000 тонн зерна і 300 тонн свинцю | затоплено | 56°48′ пн. ш. 10°17′ зх. д. / 56.800° пн. ш. 10.283° зх. д. |